# Orientierung (Fernsehsendung)
Orientierung ist ein Magazin des Österreichischen Rundfunks und berichtet sonntags zwischen 12:30 und 13:00 Uhr in ORF 2 über aktuelle Ereignisse zum Thema Religion. Es wurde im Jänner 1969 erstmals ausgestrahlt und ist damit das älteste noch laufende Fernsehmagazin der Sendergruppe.

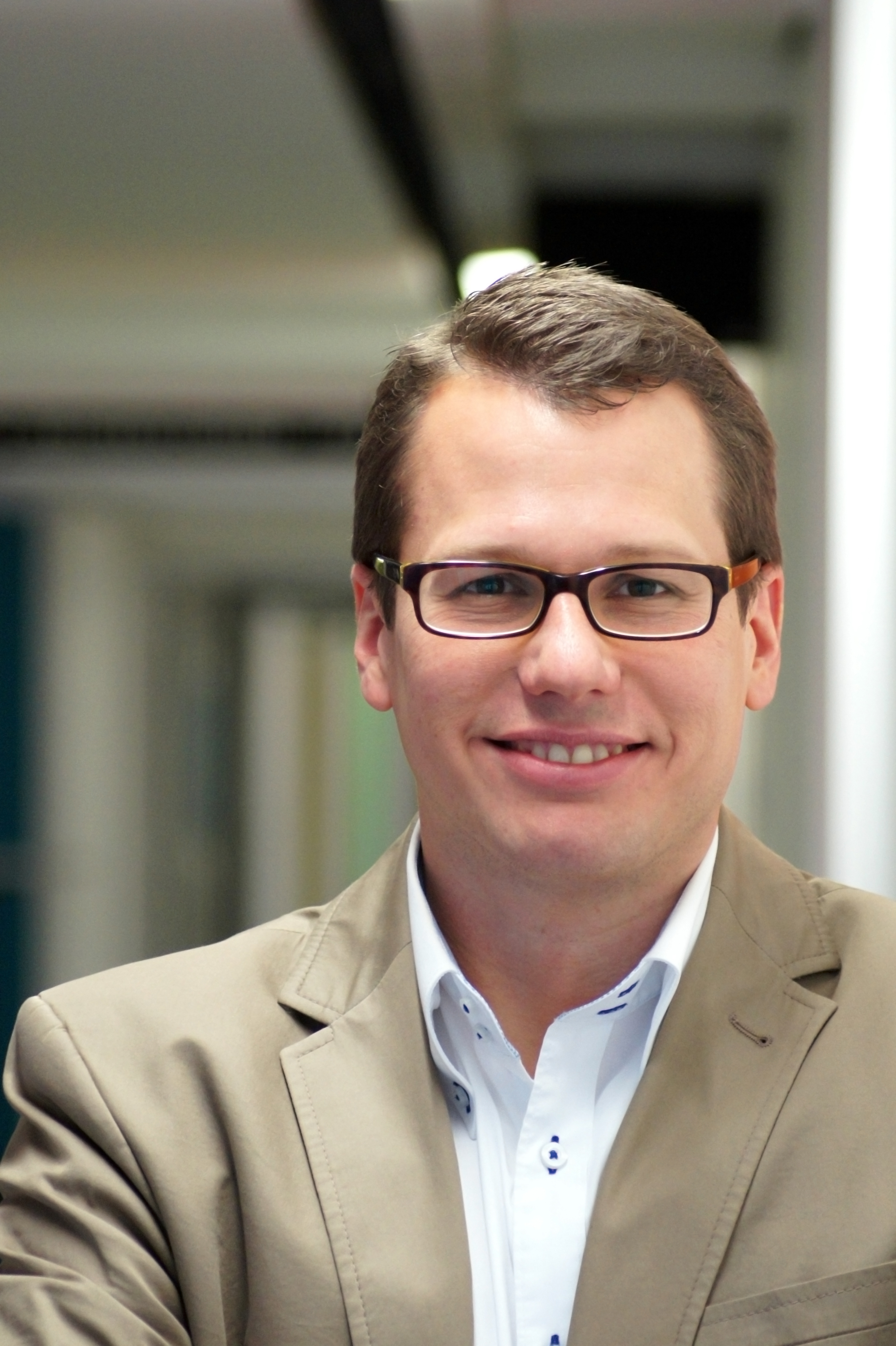
Der ehemalige Moderator Christoph Riedl-Daser

Das zur Hauptabteilung Religion gehörende Format wird seit 2003 von Norbert Steidl als Sendungsverantwortlichem geleitet. Zwischen 1995 und 2010 moderierte Doris Appel das Magazin, im September 2010 übernahm Christoph Riedl-Daser die Moderation. 2017 folgte ihm Sandra Szabo nach.
Am 24. April 2016 erhielt die Sendung einen kompletten grafischen Relaunch. Sowohl die Signation (die österreichische Bezeichnung für die Kennmelodie), als auch der Schriftzug und das Studio wurden komplett neu designed.